# Острів монстрів (фільм, 2019)
«Острів монстрів» (англ. Monster Island) — телевізійний науково-фантастичний кайдзю-фільм 2019 року кіностудії The Asylum. Продовжуючи традиції The Asylum щодо виготовлення мокбастерів, фільм вийшов на телеканалі SyFy рівно через місяць після виходу фільму «Ґодзілла ІІ: Король монстрів», 1 червня 2019 року.

## В ролях
| Актор             | Роль               |
| ----------------- | ------------------ |
| Едріан Буше       | Біллі Форд         |
| Наталі Роббі      | Сара Мюррей        |
| Кріс Фішер        | Райлі Джеймс       |
| Ерік Робертс      | генерал Хорн       |
| Тоші Тода         | лейтенант Максвелл |
| Джонатан Пієнаар  | капітан Мато       |
| Марґот Вуд        | Рена Хангароа      |
| Меган Оберхольцер | С'юзен Меєрхолд    |
| Райан Крюгер      | навігатор Томпсон  |
| Ліндсі Салліван   | капітан Хансен     |

## Виробництво
«Острів монстрів» був повністю знятий в Кейптауні, Південна Африка.

## Реліз
Телевізійна прем'єра фільму відбулася 1 червня 2019 року, після того він ще раз виходив в ефір. Через 12 днів, 13 червня, «Острів монстрів» вийшов на DVD, а через 3 місяці, 13 вересня — на SVOD.

## Критика
Філ Віт з Nerdly сказав: «Я не збираюся брехати, це ще один низькобюджетний фільм The Asylum, наповнений CGI, і якщо вам не подобається таке, він вам не сподобається, але … але якщо ви схожі на мене і живете для цих сирих B-фільмів, тоді я можу порекомендувати вам «Острів монстрів».»